# Пивоваров, Виктор Александрович
Виктор Александрович Пивоваров (род. 16 января 1957, Тамбов) — советский борец классического стиля, мастер спорта СССР международного класса, обладатель Кубков мира (1980, 1983) и Европы (1976, 1977), чемпион мира среди юниоров (1977), призёр чемпионатов СССР (1977, 1979, 1983), серебряный призёр Спартакиад народов СССР (1979, 1983), чемпион РСФСР (1976). Главный тренер по греко-римской и вольной борьбе Вооружённых сил России в 1990—1994 годах. Подполковник Вооружённых сил России (в отставке).

## Биография
Виктор Пивоваров родился 16 января 1957 года в Тамбове в многодетной семье инженера машиностроения Александра Ивановича Пивоварова.
Начал заниматься классической борьбой в 1969 году у заслуженного тренера РСФСР О. А. Черемухина в Тамбове. Воспитанник тамбовского отделения ФСО «Трудовые резервы». С 1974 года тренировался у заслуженного тренера СССР Н. И. Яковенко в ЦСКА (Москва). В 17 лет уехал в Краснодар для поступления в институт. В 1980 году окончил педагогический факультет Краснодарского института физической культуры и спорта по специальности «Физическое воспитание». В дальнейшем выступал за Вооружённые силы (Москва).
На Кубке СССР 1977 года выиграл золото, победив будущего олимпийского чемпиона 1980 года Шамиля Серикова. В том же 1977 на чемпионате мира среди юниоров в Лас-Вегасе боролся с Паскалем Пассарелли (Германия) и Петром Михаликом (Польша) и стал чемпионом мира.
На VII Спартакиаде народов СССР в 1979 году завоевал серебро, уступив первое место олимпийскому чемпиону 1976 года Виталию Константинову. В 1980 году проходил подготовку в составе сборной СССР для участия в Олимпийских играх 1980 года, но не попал в основной состав. В 1980 году выиграл золото в личном и командном зачёте на Кубке мира, победив бронзового призёра Олимпийских игр 1980 года Бенни Люнгбека. Обладатель первого Кубка мира (весовая категория до 57 кг), проводимого под эгидой Международной федерации объединённых стилей борьбы. На VIII Спартакиаде народов СССР в 1983 году завоевал серебро, уступив первое место К. Фаткуллину.
В 1983 году второй раз стал золотым призёром и обладателем Кубка мира (Греция, Салоники).
После окончания спортивной карьеры с 1984 года работал начальником Центра олимпийской подготовки единоборств ЦСКА (Москва). В 1990—1994 годах — главный тренер Вооружённых Сил России по греко-римской и вольной борьбе.
В 1994 году уволился в запас в звании подполковника. Перешёл на службу в таможенные органы России. Работал Начальником отделения организации работы по погашению задолженности по уплате таможенных платежей отдела контроля за движением денежных средств службы таможенных доходов ЦТУ ГТК России, подполковник (в отставке). В 2002 году окончил Российскую таможенную академию по специальности «Таможенное дело».

## Награды и Медали
- Первенство СССР (юноши), 1972 год — ;
- Первенство СССР (юноши), 1974 год — ;
- Кубок «Дружбы» (Европа) (юноши), 1974 год — ;
- Чемпионат РСФСР (Тюмень), 1976 год — ;
- Чемпионат мира по борьбе (юниоры), 1977 год — ;
- Чемпионат СССР 1977 года — ;
- Чемпионат СССР 1979 года — ;
- Чемпионат СССР 1983 года — ;
- VII Спартакиада народов СССР 1979 года — ;
- VIII Спартакиада народов СССР 1983 года — ;
- Спартакиада дружественных армий 1981 года (Чехословакия) — ;
- Спартакиада дружественных армий 1982 года (Венгрия, Дебрецен) — ;
- Кубок СССР 1977 года — ;
- Кубок Европы (Португалия) 1976 года — ;
- Кубок Европы (Польша) 1977 года — ;
- Кубок Мира 1980 год (Треллеборг, Швеция) — ;
- Кубок Мира 1983 года (Салоники, Греция) — .

Победитель многих международных турниров. Каждый год в Тамбове проводится Всероссийский турнир по греко-римской борьбе на призы Виктора Пивоварова.

## Семья
В 1979 году женился на Галине Ивановне Сидоренко. В браке родилось двое сыновей: Николай (1980) и Андрей (1984).